# Élections cantonales de 1992 dans la Marne
Les élections cantonales ont eu lieu les 22 et 29 mars 1992.
Lors de ces élections, 22 des 44 cantons de la Marne ont été renouvelés. Elles ont vu la reconduction de la majorité UDF dirigée par Albert Vecten, président du conseil général depuis 1982.

## Résultats à l’échelle du département
Répartition départementale des résultats (2e tour).
- PCF (3,46 %)
- PS (22,01 %)
- Majorité (2,06 %)
- GE (0,93 %)
- RPR (35,12 %)
- UDF (22,45 %)
- DVD (12,44 %)
- FN (1,53 %)

| Étiquette      | Étiquette                          | Premier tour | Premier tour | Second tour | Second tour | Sièges |
| Étiquette      | Étiquette                          | Voix         | %            | Voix        | %           | Sièges |
| -------------- | ---------------------------------- | ------------ | ------------ | ----------- | ----------- | ------ |
|                | Parti socialiste                   | 15 042       | 13,58        | 17 121      | 22,01       | 2      |
|                | Parti communiste français          | 8 736        | 7,89         | 2 689       | 3,46        | 0      |
|                | Majorité présidentielle            | 2 892        | 2,61         | 1 603       | 2,06        | 0      |
| Gauche         | Gauche                             | 26 670       | 24,08        | 21 413      | 27,53       | 2      |
|                |                                    |              |              |             |             |        |
|                | Rassemblement pour la République   | 23 211       | 20,95        | 27 314      | 35,12       | 9      |
|                | Union pour la démocratie française | 20 357       | 18,38        | 17 458      | 22,45       | 7      |
|                | Front national                     | 12 504       | 11,29        | 1 193       | 1,53        | 0      |
|                | Divers droite                      | 11 950       | 10,79        | 9 676       | 12,44       | 4      |
|                | Extrême droite                     | 1 367        | 1,23         |             |             |        |
| Droite         | Droite                             | 69 389       | 62,64        | 55 641      | 71,54       | 20     |
|                |                                    |              |              |             |             |        |
|                | Les Verts                          | 14 306       | 12,92        |             |             |        |
|                | Génération écologie                | 401          | 0,36         | 724         | 0,93        | 0      |
| Écologistes    | Écologistes                        | 14 707       | 13,28        | 3 764       | 0,93        | 0      |
|                |                                    |              |              |             |             |        |
| Inscrits       | Inscrits                           | 184 120      | 100,00       | 156 125     | 100,00      |        |
| Abstention     | Abstention                         | 67 497       | 36,66        | 71 575      | 45,84       |        |
| Votants        | Votants                            | 116 623      | 63,34        | 84 550      | 54,16       |        |
| Blancs et nuls | Blancs et nuls                     | 5 857        | 5,02         | 6 772       | 8,01        |        |
| Exprimés       | Exprimés                           | 110 766      | 94,98        | 77 778      | 91,99       |        |

## Résultats par canton

### Canton d'Avize
| Candidats      | Candidats           | Étiquette      | Premier tour | Premier tour |
| Candidats      | Candidats           | Étiquette      | Voix         | %            |
| -------------- | ------------------- | -------------- | ------------ | ------------ |
|                | Pierre Callot*      | RPR            | 2 765        | 62,86        |
|                | Jean-Robert Charlot | PS             | 871          | 19,80        |
|                | Bruno Ravillion     | EXD            | 492          | 11,18        |
|                | Bernard Martin      | PCF            | 271          | 6,16         |
|                |                     |                |              |              |
| Inscrits       | Inscrits            | Inscrits       | 7 072        | 100,00       |
| Abstention     | Abstention          | Abstention     | 2 249        | 31,80        |
| Votants        | Votants             | Votants        | 4 823        | 68,20        |
| Blancs et nuls | Blancs et nuls      | Blancs et nuls | 424          | 8,79         |
| Exprimés       | Exprimés            | Exprimés       | 4 399        | 91,21        |

*sortant

### Canton de Beine-Nauroy
| Candidats      | Candidats         | Étiquette      | Premier tour | Premier tour |
| Candidats      | Candidats         | Étiquette      | Voix         | %            |
| -------------- | ----------------- | -------------- | ------------ | ------------ |
|                | Pierre Rodrigue*  | DVD            | 2 286        | 61,80        |
|                | René Petitpretre  | Verts          | 712          | 19,25        |
|                | Alain Mengin      | FN             | 413          | 11,17        |
|                | Francis Guerin    | PCF            | 177          | 4,79         |
|                | Fernande Gracient | EXD            | 111          | 3,00         |
|                |                   |                |              |              |
| Inscrits       | Inscrits          | Inscrits       | 5 774        | 100,00       |
| Abstention     | Abstention        | Abstention     | 1 874        | 32,46        |
| Votants        | Votants           | Votants        | 3 900        | 67,54        |
| Blancs et nuls | Blancs et nuls    | Blancs et nuls | 201          | 5,15         |
| Exprimés       | Exprimés          | Exprimés       | 3 699        | 94,85        |

*sortant

### Canton de Châlons-sur-Marne-2
| Candidats      | Candidats          | Étiquette      | Premier tour | Premier tour | Second tour | Second tour |
| Candidats      | Candidats          | Étiquette      | Voix         | %            | Voix        | %           |
| -------------- | ------------------ | -------------- | ------------ | ------------ | ----------- | ----------- |
|                | Philippe Michelot* | RPR            | 2 241        | 40,03        | 2 997       | 67,76       |
|                | Annie Berthe       | PS             | 768          | 13,72        | 1 426       | 32,24       |
|                | Antoine Henimann   | FN             | 696          | 12,43        |             |             |
|                | Claude Bourgeois   | PCF            | 632          | 11,29        |             |             |
|                | Francis Leloup     | Verts          | 586          | 10,47        |             |             |
|                | Patrick Cadet      | Verts          | 494          | 8,82         |             |             |
|                | Denis Domingues    | EXD            | 181          | 3,23         |             |             |
|                |                    |                |              |              |             |             |
| Inscrits       | Inscrits           | Inscrits       | 9 675        | 100,00       | 9 675       | 100,00      |
| Abstention     | Abstention         | Abstention     | 3 710        | 38,35        | 4 763       | 49,23       |
| Votants        | Votants            | Votants        | 5 965        | 61,65        | 4 912       | 50,77       |
| Blancs et nuls | Blancs et nuls     | Blancs et nuls | 367          | 6,15         | 489         | 9,96        |
| Exprimés       | Exprimés           | Exprimés       | 5 598        | 93,85        | 4 423       | 90,04       |

*sortant

### Canton de Châlons-sur-Marne-4
| Candidats      | Candidats         | Étiquette      | Premier tour | Premier tour | Second tour | Second tour |
| Candidats      | Candidats         | Étiquette      | Voix         | %            | Voix        | %           |
| -------------- | ----------------- | -------------- | ------------ | ------------ | ----------- | ----------- |
|                | Claude Hamm       | UDF            | 1 559        | 23,53        | 2 152       | 45,29       |
|                | Marc Hamet        | DVD            | 1 464        | 22,10        | 2 600       | 54,71       |
|                | Patrick Denis     | PS             | 857          | 12,94        |             |             |
|                | Pascal Erre       | FN             | 747          | 11,28        |             |             |
|                | Pascal Focachon   | Verts          | 593          | 8,95         |             |             |
|                | Jean-Paul Stef    | PCF            | 550          | 8,30         |             |             |
|                | Bernard Cames     | DVD            | 366          | 5,52         |             |             |
|                | Fabrice Accadbled | Verts          | 325          | 4,91         |             |             |
|                | Yves Legentil     | EXD            | 164          | 2,48         |             |             |
|                |                   |                |              |              |             |             |
| Inscrits       | Inscrits          | Inscrits       | 11 536       | 100,00       | 11 536      | 100,00      |
| Abstention     | Abstention        | Abstention     | 4 653        | 40,33        | 6 039       | 52,35       |
| Votants        | Votants           | Votants        | 6 883        | 59,67        | 5 497       | 47,65       |
| Blancs et nuls | Blancs et nuls    | Blancs et nuls | 258          | 3,75         | 745         | 13,55       |
| Exprimés       | Exprimés          | Exprimés       | 6 625        | 96,25        | 4 752       | 86,45       |

### Canton de Châtillon-sur-Marne
| Candidats      | Candidats         | Étiquette      | Premier tour | Premier tour | Second tour | Second tour |
| Candidats      | Candidats         | Étiquette      | Voix         | %            | Voix        | %           |
| -------------- | ----------------- | -------------- | ------------ | ------------ | ----------- | ----------- |
|                | Françoise Ferat   | DVD            | 899          | 43,14        | 1 143       | 61,22       |
|                | René Dubois       | GE             | 401          | 19,24        | 724         | 38,78       |
|                | Pierre Brebant    | PS             | 386          | 18,52        | Retrait     | Retrait     |
|                | Jean-Paul Caillez | FN             | 262          | 12,57        |             |             |
|                | Armand Cimolini   | PCF            | 136          | 6,53         |             |             |
|                |                   |                |              |              |             |             |
| Inscrits       | Inscrits          | Inscrits       | 3 140        | 100,00       | 3 067       | 100,00      |
| Abstention     | Abstention        | Abstention     | 950          | 30,25        | 1 082       | 35,28       |
| Votants        | Votants           | Votants        | 2 190        | 69,75        | 1 985       | 64,72       |
| Blancs et nuls | Blancs et nuls    | Blancs et nuls | 106          | 4,84         | 118         | 5,94        |
| Exprimés       | Exprimés          | Exprimés       | 2 084        | 95,16        | 1 867       | 94,06       |

### Canton d'Écury-sur-Coole
| Candidats      | Candidats         | Étiquette      | Premier tour | Premier tour | Second tour | Second tour |
| Candidats      | Candidats         | Étiquette      | Voix         | %            | Voix        | %           |
| -------------- | ----------------- | -------------- | ------------ | ------------ | ----------- | ----------- |
|                | Charles Douillet* | DVD            | 1 304        | 39,04        | 1 597       | 54,69       |
|                | Jacques Airoldi   | DVD            | 777          | 23,26        | 1 323       | 45,31       |
|                | Francois Delmotte | Verts          | 435          | 13,02        |             |             |
|                | Serge Hellmann    | FN             | 347          | 10,39        |             |             |
|                | Denis Noel        | PS             | 327          | 9,79         |             |             |
|                | Bernard Fontaine  | PCF            | 150          | 4,49         |             |             |
|                |                   |                |              |              |             |             |
| Inscrits       | Inscrits          | Inscrits       | 4 973        | 100,00       | 4 973       | 100,00      |
| Abstention     | Abstention        | Abstention     | 1 433        | 28,82        | 1 778       | 35,75       |
| Votants        | Votants           | Votants        | 3 540        | 71,18        | 3 195       | 64,25       |
| Blancs et nuls | Blancs et nuls    | Blancs et nuls | 200          | 5,65         | 275         | 8,61        |
| Exprimés       | Exprimés          | Exprimés       | 3 340        | 94,35        | 2 920       | 91,39       |

*sortant

### Canton d'Épernay-1
| Candidats      | Candidats            | Étiquette      | Premier tour | Premier tour | Second tour | Second tour |
| Candidats      | Candidats            | Étiquette      | Voix         | %            | Voix        | %           |
| -------------- | -------------------- | -------------- | ------------ | ------------ | ----------- | ----------- |
|                | Jacques Houdard*     | UDF            | 2 084        | 43,03        | 2 660       | 67,26       |
|                | Jackie Blavier       | PS             | 715          | 14,76        | 1 295       | 32,74       |
|                | Nicole Hinglais      | Verts          | 662          | 13,67        |             |             |
|                | Christiane Boulanger | FN             | 561          | 11,58        |             |             |
|                | Martine Giraud       | PCF            | 433          | 8,94         |             |             |
|                | Marie-Angèle Klaine  | Verts          | 388          | 8,01         |             |             |
|                |                      |                |              |              |             |             |
| Inscrits       | Inscrits             | Inscrits       | 8 888        | 100,00       | 8 883       | 100,00      |
| Abstention     | Abstention           | Abstention     | 3 757        | 42,27        | 4 498       | 50,64       |
| Votants        | Votants              | Votants        | 5 131        | 57,73        | 4 385       | 49,36       |
| Blancs et nuls | Blancs et nuls       | Blancs et nuls | 288          | 5,61         | 430         | 9,81        |
| Exprimés       | Exprimés             | Exprimés       | 4 843        | 94,39        | 3 955       | 90,19       |

*sortant

### Canton d'Épernay-2
| Candidats      | Candidats          | Étiquette      | Premier tour | Premier tour | Second tour | Second tour |
| Candidats      | Candidats          | Étiquette      | Voix         | %            | Voix        | %           |
| -------------- | ------------------ | -------------- | ------------ | ------------ | ----------- | ----------- |
|                | Michel Boulonnais* | RPR            | 3 309        | 40,40        | 4 464       | 62,41       |
|                | Jacques Perrein    | PCF            | 1 457        | 17,79        | 2 689       | 37,59       |
|                | Sylvain Gliozzo    | FN             | 1 122        | 13,70        |             |             |
|                | Danielle Couesnon  | PS             | 1 072        | 13,09        |             |             |
|                | Gilles Lebon       | Verts          | 1 067        | 13,03        |             |             |
|                | Marc Gerard        | EXD            | 164          | 2,00         |             |             |
|                |                    |                |              |              |             |             |
| Inscrits       | Inscrits           | Inscrits       | 14 855       | 100,00       | 14 855      | 100,00      |
| Abstention     | Abstention         | Abstention     | 6 131        | 41,27        | 7 051       | 47,47       |
| Votants        | Votants            | Votants        | 8 724        | 58,73        | 7 804       | 52,53       |
| Blancs et nuls | Blancs et nuls     | Blancs et nuls | 533          | 6,11         | 651         | 8,34        |
| Exprimés       | Exprimés           | Exprimés       | 8 191        | 93,89        | 7 153       | 91,66       |

*sortant

### Canton de Fère-Champenoise
| Candidats      | Candidats        | Étiquette      | Premier tour | Premier tour | Second tour | Second tour |
| Candidats      | Candidats        | Étiquette      | Voix         | %            | Voix        | %           |
| -------------- | ---------------- | -------------- | ------------ | ------------ | ----------- | ----------- |
|                | Roland Henault*  | RPR            | 1 416        | 49,32        | 1 703       | 58,06       |
|                | Claude Hardy     | DVD            | 1 127        | 39,25        | 1 230       | 41,94       |
|                | Daniel Fautier   | EXD            | 171          | 5,96         |             |             |
|                | André Barthelemy | PCF            | 157          | 5,47         |             |             |
|                |                  |                |              |              |             |             |
| Inscrits       | Inscrits         | Inscrits       | 4 300        | 100,00       | 4 300       | 100,00      |
| Abstention     | Abstention       | Abstention     | 1 213        | 28,21        | 1 220       | 28,37       |
| Votants        | Votants          | Votants        | 3 087        | 71,79        | 3 080       | 71,63       |
| Blancs et nuls | Blancs et nuls   | Blancs et nuls | 216          | 7,00         | 147         | 4,77        |
| Exprimés       | Exprimés         | Exprimés       | 2 871        | 93,00        | 2 933       | 95,23       |

*sortant

### Canton de Montmort-Lucy
| Candidats      | Candidats             | Étiquette      | Premier tour | Premier tour |
| Candidats      | Candidats             | Étiquette      | Voix         | %            |
| -------------- | --------------------- | -------------- | ------------ | ------------ |
|                | Pierre-Yves Jardel*   | UDF            | 1 486        | 75,28        |
|                | Jean-Charles Delaunay | FN             | 293          | 14,84        |
|                | Jacky Lacroix         | PCF            | 195          | 9,88         |
|                |                       |                |              |              |
| Inscrits       | Inscrits              | Inscrits       | 3 175        | 100,00       |
| Abstention     | Abstention            | Abstention     | 1007         | 31,72        |
| Votants        | Votants               | Votants        | 2 168        | 68,28        |
| Blancs et nuls | Blancs et nuls        | Blancs et nuls | 194          | 8,95         |
| Exprimés       | Exprimés              | Exprimés       | 1 974        | 91,05        |

*sortant

### Canton de Reims-1
| Candidats      | Candidats          | Étiquette      | Premier tour | Premier tour | Second tour | Second tour |
| Candidats      | Candidats          | Étiquette      | Voix         | %            | Voix        | %           |
| -------------- | ------------------ | -------------- | ------------ | ------------ | ----------- | ----------- |
|                | Serge Kochman      | RPR            | 3 507        | 37,08        | 4 927       | 66,05       |
|                | Eric Hebrard       | PS             | 1 571        | 16,61        | 2 533       | 33,95       |
|                | Jean-Pierre Catte  | FN             | 1 173        | 12,40        |             |             |
|                | Patrick Gillard    | DVD            | 1 168        | 12,35        |             |             |
|                | Alexandra Fournier | Verts          | 785          | 8,30         |             |             |
|                | Dehbia Deghmous    | Verts          | 703          | 7,43         |             |             |
|                | André Borchini     | PCF            | 550          | 5,82         |             |             |
|                |                    |                |              |              |             |             |
| Inscrits       | Inscrits           | Inscrits       | 16 161       | 100,00       | 16 161      | 100,00      |
| Abstention     | Abstention         | Abstention     | 6 363        | 39,37        | 8 127       | 50,29       |
| Votants        | Votants            | Votants        | 9 798        | 60,63        | 8 034       | 49,71       |
| Blancs et nuls | Blancs et nuls     | Blancs et nuls | 341          | 3,48         | 574         | 7,14        |
| Exprimés       | Exprimés           | Exprimés       | 9 457        | 96,52        | 7 460       | 92,86       |

### Canton de Reims-3
| Candidats      | Candidats           | Étiquette      | Premier tour | Premier tour | Second tour | Second tour |
| Candidats      | Candidats           | Étiquette      | Voix         | %            | Voix        | %           |
| -------------- | ------------------- | -------------- | ------------ | ------------ | ----------- | ----------- |
|                | Jean-Marie Beaupuy* | UDF            | 2 273        | 47,19        | 2 683       | 69,31       |
|                | Albert Musso        | PS             | 745          | 15,47        | 1 188       | 30,69       |
|                | Valérie Persinet    | FN             | 593          | 12,31        |             |             |
|                | Jean-Paul Massier   | Verts          | 503          | 10,44        |             |             |
|                | Eva Mourot          | PCF            | 416          | 8,64         |             |             |
|                | Francine Bourre     | Verts          | 287          | 5,96         |             |             |
|                |                     |                |              |              |             |             |
| Inscrits       | Inscrits            | Inscrits       | 8 439        | 100,00       | 8 439       | 100,00      |
| Abstention     | Abstention          | Abstention     | 3 456        | 40,95        | 4 281       | 50,73       |
| Votants        | Votants             | Votants        | 4 983        | 59,05        | 4 158       | 49,27       |
| Blancs et nuls | Blancs et nuls      | Blancs et nuls | 166          | 3,33         | 287         | 6,90        |
| Exprimés       | Exprimés            | Exprimés       | 4 817        | 96,67        | 3 871       | 93,10       |

*sortant

### Canton de Reims-6
| Candidats      | Candidats              | Étiquette      | Premier tour | Premier tour | Second tour | Second tour |
| Candidats      | Candidats              | Étiquette      | Voix         | %            | Voix        | %           |
| -------------- | ---------------------- | -------------- | ------------ | ------------ | ----------- | ----------- |
|                | Richard Foy*           | UDF            | 3 515        | 42,42        | 4 954       | 80,59       |
|                | Colette Ambard         | FN             | 1 095        | 13,22        | 1 193       | 19,41       |
|                | Michel Delaitre        | PCF            | 978          | 11,80        |             |             |
|                | Philippe Bringard      | UDF            | 822          | 9,92         |             |             |
|                | Marie-Françoise Millet | Verts          | 794          | 9,58         |             |             |
|                | Jacques Pernet         | DVD            | 642          | 7,75         |             |             |
|                | Monique Mascret        | Verts          | 440          | 5,31         |             |             |
|                |                        |                |              |              |             |             |
| Inscrits       | Inscrits               | Inscrits       | 14 449       | 100,00       | 14 449      | 100,00      |
| Abstention     | Abstention             | Abstention     | 5 826        | 40,32        | 7 603       | 52,62       |
| Votants        | Votants                | Votants        | 8 623        | 59,68        | 6 846       | 47,38       |
| Blancs et nuls | Blancs et nuls         | Blancs et nuls | 337          | 3,91         | 699         | 10,21       |
| Exprimés       | Exprimés               | Exprimés       | 8 286        | 96,09        | 6 147       | 89,79       |

*sortant

### Canton de Reims-8
| Candidats      | Candidats        | Étiquette      | Premier tour | Premier tour | Second tour | Second tour |
| Candidats      | Candidats        | Étiquette      | Voix         | %            | Voix        | %           |
| -------------- | ---------------- | -------------- | ------------ | ------------ | ----------- | ----------- |
|                | Gabrielle Nguyen | RPR            | 1 924        | 35,75        | 2 363       | 49,47       |
|                | Alain Lescouet   | PS             | 1 583        | 29,41        | 2 414       | 50,53       |
|                | Pierre Leboeuf   | FN             | 691          | 12,84        |             |             |
|                | Gilles Murias    | Verts          | 446          | 8,29         |             |             |
|                | Bernard Legrand  | Verts          | 403          | 7,49         |             |             |
|                | Paquerette Dorne | PCF            | 335          | 6,22         |             |             |
|                |                  |                |              |              |             |             |
| Inscrits       | Inscrits         | Inscrits       | 8 953        | 100,00       | 8 953       | 100,00      |
| Abstention     | Abstention       | Abstention     | 3 367        | 37,61        | 3 823       | 42,70       |
| Votants        | Votants          | Votants        | 5 586        | 62,39        | 5 130       | 57,30       |
| Blancs et nuls | Blancs et nuls   | Blancs et nuls | 204          | 3,65         | 353         | 6,88        |
| Exprimés       | Exprimés         | Exprimés       | 5 382        | 96,35        | 4 777       | 93,12       |

### Canton de Reims-9
| Candidats      | Candidats           | Étiquette      | Premier tour | Premier tour | Second tour | Second tour |
| Candidats      | Candidats           | Étiquette      | Voix         | %            | Voix        | %           |
| -------------- | ------------------- | -------------- | ------------ | ------------ | ----------- | ----------- |
|                | Gilles Ferreira     | RPR            | 1 714        | 27,79        | 2 715       | 56,21       |
|                | Jean-Claude Laval   | PS             | 1 272        | 20,62        | 2 115       | 43,79       |
|                | Jean-Michel La Rosa | FN             | 916          | 14,85        |             |             |
|                | Claude Lamblin      | PCF            | 812          | 13,16        |             |             |
|                | Gérard Crouzet      | Verts          | 642          | 10,41        |             |             |
|                | Francois Legrand    | Verts          | 575          | 9,32         |             |             |
|                | Henri Baetche       | DVD            | 237          | 3,84         |             |             |
|                |                     |                |              |              |             |             |
| Inscrits       | Inscrits            | Inscrits       | 11 397       | 100,00       | 11 397      | 100,00      |
| Abstention     | Abstention          | Abstention     | 4 974        | 43,64        | 6 147       | 53,94       |
| Votants        | Votants             | Votants        | 6 423        | 56,36        | 5 250       | 46,06       |
| Blancs et nuls | Blancs et nuls      | Blancs et nuls | 255          | 3,97         | 420         | 8,00        |
| Exprimés       | Exprimés            | Exprimés       | 6 168        | 96,03        | 4 830       | 92,00       |

### Canton de Sainte-Menehould
| Candidats      | Candidats          | Étiquette      | Premier tour | Premier tour | Second tour | Second tour |
| Candidats      | Candidats          | Étiquette      | Voix         | %            | Voix        | %           |
| -------------- | ------------------ | -------------- | ------------ | ------------ | ----------- | ----------- |
|                | Michel Lecourtier* | UDF            | 2 086        | 44,05        | 2 637       | 59,13       |
|                | Robert Gautier     | PS             | 1 362        | 28,76        | 1 823       | 40,87       |
|                | Alexandre Zentner  | FN             | 448          | 9,46         |             |             |
|                | Yvan Desingly      | PS             | 375          | 7,92         |             |             |
|                | Joël Deshaies      | Verts          | 332          | 7,01         |             |             |
|                | Claude Capet       | PCF            | 133          | 2,81         |             |             |
|                |                    |                |              |              |             |             |
| Inscrits       | Inscrits           | Inscrits       | 6 869        | 100,00       | 6 866       | 100,00      |
| Abstention     | Abstention         | Abstention     | 1 866        | 27,17        | 2 075       | 30,22       |
| Votants        | Votants            | Votants        | 5 003        | 72,83        | 4 791       | 69,78       |
| Blancs et nuls | Blancs et nuls     | Blancs et nuls | 267          | 5,34         | 331         | 6,91        |
| Exprimés       | Exprimés           | Exprimés       | 4 736        | 94,66        | 4 460       | 93,09       |

*sortant

### Canton de Saint-Remy-en-Bouzemont-Saint-Genest-et-Isson
| Candidats      | Candidats            | Étiquette      | Premier tour | Premier tour |
| Candidats      | Candidats            | Étiquette      | Voix         | %            |
| -------------- | -------------------- | -------------- | ------------ | ------------ |
|                | Jean-Pierre Bouquet* | PS             | 1 387        | 57,94        |
|                | Denis Drouin         | UDF            | 764          | 31,91        |
|                | Ginette Lecocq       | FN             | 162          | 6,77         |
|                | Pascal Vaglio        | PCF            | 81           | 3,38         |
|                |                      |                |              |              |
| Inscrits       | Inscrits             | Inscrits       | 3 352        | 100,00       |
| Abstention     | Abstention           | Abstention     | 839          | 25,03        |
| Votants        | Votants              | Votants        | 2 513        | 74,97        |
| Blancs et nuls | Blancs et nuls       | Blancs et nuls | 119          | 4,74         |
| Exprimés       | Exprimés             | Exprimés       | 2 394        | 95,26        |

*sortant

### Canton de Sézanne
| Candidats      | Candidats         | Étiquette      | Premier tour | Premier tour | Second tour | Second tour |
| Candidats      | Candidats         | Étiquette      | Voix         | %            | Voix        | %           |
| -------------- | ----------------- | -------------- | ------------ | ------------ | ----------- | ----------- |
|                | René-Paul Savary* | RPR            | 2 241        | 45,90        | 2 772       | 63,36       |
|                | Monique Veltz     | PS             | 1 051        | 21,53        | 1 603       | 36,64       |
|                | Patrick Gaillard  | Verts          | 451          | 9,24         |             |             |
|                | Jérôme Malarmey   | FN             | 411          | 8,42         |             |             |
|                | Michel Guiot      | PS             | 354          | 7,25         |             |             |
|                | Marcel Delacourt  | PCF            | 290          | 5,94         |             |             |
|                | Benoit Martel     | EXD            | 84           | 1,72         |             |             |
|                |                   |                |              |              |             |             |
| Inscrits       | Inscrits          | Inscrits       | 7 540        | 100,00       | 7 540       | 100,00      |
| Abstention     | Abstention        | Abstention     | 2 383        | 31,60        | 2 858       | 37,90       |
| Votants        | Votants           | Votants        | 5 157        | 68,40        | 4 682       | 62,10       |
| Blancs et nuls | Blancs et nuls    | Blancs et nuls | 275          | 5,33         | 307         | 6,56        |
| Exprimés       | Exprimés          | Exprimés       | 4 882        | 94,67        | 4 375       | 93,44       |

*sortant

### Canton de Suippes
| Candidats      | Candidats         | Étiquette      | Premier tour | Premier tour | Second tour | Second tour |
| Candidats      | Candidats         | Étiquette      | Voix         | %            | Voix        | %           |
| -------------- | ----------------- | -------------- | ------------ | ------------ | ----------- | ----------- |
|                | Jacques Machet*   | UDF            | 2 354        | 49,69        | 2 372       | 57,09       |
|                | Jean Huguin       | DVD            | 1 033        | 21,81        | 1 783       | 42,91       |
|                | Jacques Le Touze  | FN             | 596          | 12,58        |             |             |
|                | Corinne Cabrillon | Verts          | 571          | 12,05        |             |             |
|                | Michel Paul       | PCF            | 183          | 3,86         |             |             |
|                |                   |                |              |              |             |             |
| Inscrits       | Inscrits          | Inscrits       | 7 616        | 100,00       | 7 616       | 100,00      |
| Abstention     | Abstention        | Abstention     | 2 643        | 34,70        | 3 216       | 42,23       |
| Votants        | Votants           | Votants        | 4 973        | 65,30        | 4 400       | 57,77       |
| Blancs et nuls | Blancs et nuls    | Blancs et nuls | 236          | 4,75         | 245         | 5,57        |
| Exprimés       | Exprimés          | Exprimés       | 4 737        | 95,25        | 4 155       | 94,43       |

*sortant

### Canton de Thiéblemont-Farémont
| Candidats      | Candidats        | Étiquette      | Premier tour | Premier tour | Second tour | Second tour |
| Candidats      | Candidats        | Étiquette      | Voix         | %            | Voix        | %           |
| -------------- | ---------------- | -------------- | ------------ | ------------ | ----------- | ----------- |
|                | Roland Rapinat*  | RPR            | 1 639        | 31,46        | 2 477       | 51,99       |
|                | Christian Zapior | PS             | 1 211        | 23,25        | 2 287       | 48,01       |
|                | Francois Lemaire | DVD            | 647          | 12,42        |             |             |
|                | Roger Famelart   | FN             | 630          | 12,09        |             |             |
|                | Agnès James      | Verts          | 612          | 11,75        |             |             |
|                | Didier Lassauzay | PCF            | 261          | 5,01         |             |             |
|                | André Marin      | PS             | 209          | 4,01         |             |             |
|                |                  |                |              |              |             |             |
| Inscrits       | Inscrits         | Inscrits       | 8 312        | 100,00       | 8 311       | 100,00      |
| Abstention     | Abstention       | Abstention     | 2 784        | 33,49        | 3 150       | 37,90       |
| Votants        | Votants          | Votants        | 5 528        | 66,51        | 5 161       | 62,10       |
| Blancs et nuls | Blancs et nuls   | Blancs et nuls | 319          | 5,77         | 397         | 7,69        |
| Exprimés       | Exprimés         | Exprimés       | 5 209        | 94,23        | 4 764       | 92,31       |

*sortant

### Canton de Ville-en-Tardenois
| Candidats      | Candidats         | Étiquette      | Premier tour | Premier tour |
| Candidats      | Candidats         | Étiquette      | Voix         | %            |
| -------------- | ----------------- | -------------- | ------------ | ------------ |
|                | Albert Vecten*    | UDF            | 3 414        | 61,02        |
|                | Michel Richir     | FN             | 621          | 11,10        |
|                | Veronique Marie   | PS             | 498          | 8,90         |
|                | Sandrine Marechal | Verts          | 446          | 7,97         |
|                | Pascal Flandrin   | Verts          | 410          | 7,33         |
|                | Jean Relinger     | PCF            | 206          | 3,68         |
|                |                   |                |              |              |
| Inscrits       | Inscrits          | Inscrits       | 8 539        | 100,00       |
| Abstention     | Abstention        | Abstention     | 2 646        | 30,99        |
| Votants        | Votants           | Votants        | 5 893        | 69,01        |
| Blancs et nuls | Blancs et nuls    | Blancs et nuls | 298          | 5,06         |
| Exprimés       | Exprimés          | Exprimés       | 5 595        | 94,94        |

*sortant

### Canton de Vitry-le-Francois-Ouest
| Candidats      | Candidats       | Étiquette      | Premier tour | Premier tour | Second tour | Second tour |
| Candidats      | Candidats       | Étiquette      | Voix         | %            | Voix        | %           |
| -------------- | --------------- | -------------- | ------------ | ------------ | ----------- | ----------- |
|                | Jean Bernard*   | RPR            | 2 455        | 44,81        | 2 896       | 58,67       |
|                | Pierre Laurent  | PS             | 1 320        | 24,09        | 2 040       | 41,33       |
|                | Nicole Gruyer   | FN             | 727          | 13,27        |             |             |
|                | Daniel Vangasse | Verts          | 644          | 11,75        |             |             |
|                | Yvon Dumain     | PCF            | 333          | 6,08         |             |             |
|                |                 |                |              |              |             |             |
| Inscrits       | Inscrits        | Inscrits       | 9 105        | 100,00       | 9 104       | 100,00      |
| Abstention     | Abstention      | Abstention     | 3 373        | 37,05        | 3 864       | 42,44       |
| Votants        | Votants         | Votants        | 5 732        | 62,95        | 5 240       | 57,56       |
| Blancs et nuls | Blancs et nuls  | Blancs et nuls | 253          | 4,41         | 304         | 5,80        |
| Exprimés       | Exprimés        | Exprimés       | 5 479        | 95,59        | 4 936       | 94,20       |

*sortant